# Horologion (Stundenbuch)
Horologion (altgriechisch ΄Ωρολόγιον) heißt das Buch der ostkirchlichen Liturgie, welches das Ordinarium der Tagzeitenliturgie (Stundengebet) enthält. Im Kern ist es ein für die gottesdienstliche Benutzung eingerichteter Psalter. Das heute im Byzantinischen Ritus gebrauchte Horologion geht auf die gottesdienstlichen Gewohnheiten des palästinischen Mönchtums zurück.